# Noachiano
O Noachiano é um sistema geológico e período inicial do planeta Marte, caracterizado por altas taxas de impactos de meteoritos e asteróides e a possível presença de abundante água superficial.